# Hanna Fuchs-Robettin
Hanna von Fuchs-Robettin (auch Robetin, geboren als Hanna Werfel 10. Juni 1894 in Prag, Österreich-Ungarn; gestorben 30. Mai 1964 in Pomona, New York) war eine Muse des Komponisten Alban Berg.

## Leben
Hanna Werfel war das zweite Kind des Prager Handschuhfabrikanten Rudolf Werfel und der Albine Kussi. Ihr älterer Bruder war der Schriftsteller Franz Werfel. Ihre Schwester Marianne Rieser (1899–1965) wurde Schauspielerin.
Hanna Werfel heiratete 1917 den Prager Industriellen Herbert Fuchs von Robettin (auch Robetin, 1886–1949). Herbert Fuchs-Robetin war Zionist, er veröffentlichte 1920 die Schrift Ein soziales Programm für Palästina. Sie hatten den Sohn Franz Munzo Fuchs-Robetin (* 23. Juni 1918) und die Tochter Dorothea Marie Fuchs-Robetin (* 10. November 1921).
Im Mai 1925 hielt sich der Komponist Alban Berg für eine Woche beruflich in Prag auf und wohnte in der Zeit auf Vermittlung Alma Mahlers bei der Familie Fuchs-Robettin. Es begann eine Affäre zwischen Hanna Fuchs-Robettin und Alban Berg, welcher seit 1911 mit Helene Nahowski verheiratet war. In der Folgezeit fungierten Alma Mahler-Werfel und Theodor W. Adorno als Boten der Liebesbriefe Bergs. Nach Ansicht Adornos war „die Affaire […] hoffnungslos von Anfang an, da sie einerseits mit einem ungeheuren Pathos belastet war, andrerseits weder Berg seine Frau noch Hanna ihren Mann und ihre zwei Kinder verlassen wollte“. Es sind dreizehn Briefe aus den nächsten zehn Jahren, bis zu Bergs Tod, erhalten. Helene Berg bemerkte die Wirkung des Charmes „Mopinkas“ (Hanna Fuchs-Robettin) bereits nach Alban Bergs erstem Aufenthalt bei der Familie Fuchs-Robettin. Adorno versuchte später der Witwe Helene Berg gegenüber das Ganze als romantischen Irrtum herunterzuspielen.
Alban Berg starb 1935. Das Ehepaar Fuchs-Robettin floh 1938 vor den Nationalsozialisten in die USA, wo Herbert Fuchs-Robettin 1949 starb, Hanna Fuchs-Robettin starb 1964.

## Hanna Fuchs-Robettin in der Kunst

### In derLyrischen Suitevon Alban Berg
Berg komponierte ab November 1925 die Kammermusik Lyrische Suite und verschlüsselte darin die Töne H und F (für Hanna Fuchs) und A und B (für Alban Berg). Das Kompositionsprinzip erklärte Berg in ausführlichen handschriftlichen Randnotizen in einer von Erwin Stein eingeleiteten Taschenausgabe der Partitur, die er ausschließlich der Geliebten anvertraute, die Musiker und die Musikwissenschaft wurden im Dunkeln gelassen, einzig Adorno war eingeweiht, schwieg aber und legte im Gegenteil noch falsche Spuren. Die Lyrische Suite wurde am 8. Januar 1928 vom Kolisch-Quartett in Wien uraufgeführt und von der Musikkritik ob ihrer Expressivität gelobt.
Der Musikwissenschaftler George Perle kam 1967 auf die Spur der Tonsymbole B und F in Bergs Oper Wozzeck, „überlas aber seinerzeit die Spuren, die auf Hanna Fuchs-Robettin hindeuteten.“ Constantin Floros erschloss bei seiner Analyse des Notentextes, dass es sich um Programmmusik handle. Die von Berg annotierte Partitur befand sich im Nachlass von Hanna Fuchs-Robettin, die Hinweise, die die Tochter und Nachlassverwalterin Dorothea Fuchs-Robetin gab, wurden aber von den Musikwissenschaftlern zunächst überhört. Erst Anfang 1977 nahm Perle dann Einsicht in die Partitur und veröffentlichte dazu einen Beitrag im Newsletter der Alban Berg Society. In einem 1979 veröffentlichten Heft der Musik-Konzepte wurde dieser Aufsatz nachgedruckt, neben einem Aufsatz von Constantin Floros zu seiner Analyse der Komposition. Später fanden sich dann auch die Liebesbriefe Bergs im Nachlass Fuchs-Robettins, sie wurden 1995 von Floros kommentiert veröffentlicht.

### Im Roman von Urs Faes
Urs Faes schrieb 2005 einen frei ausgestalteten Roman um die Liebesbeziehung zwischen Hanna Fuchs-Robettin und Alban Berg.